# Mesocomantenna spinosa
Mesocomantenna spinosa is een eenoogkreeftjessoort uit de familie van de Aetideidae. De wetenschappelijke naam van de soort is voor het eerst geldig gepubliceerd in 1986 door Alvarez.